# 井笠鉄道記念館
井笠鉄道記念館（いかさてつどうきねんかん）とは、岡山県笠岡市山口1457-8にある鉄道保存展示施設。元は井笠鉄道本線の新山駅（にいやまえき）であった。

## 経緯

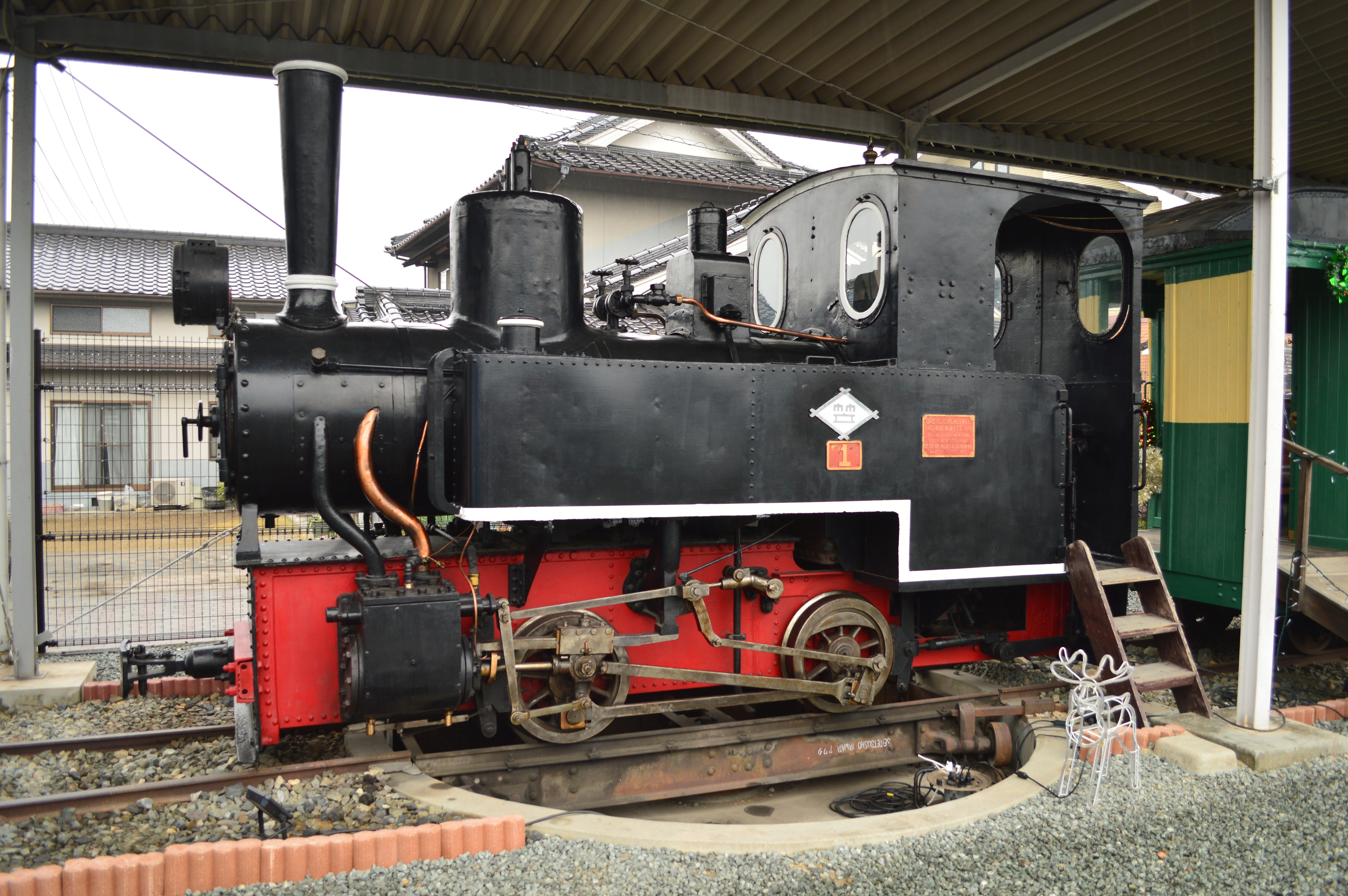
1号機関車

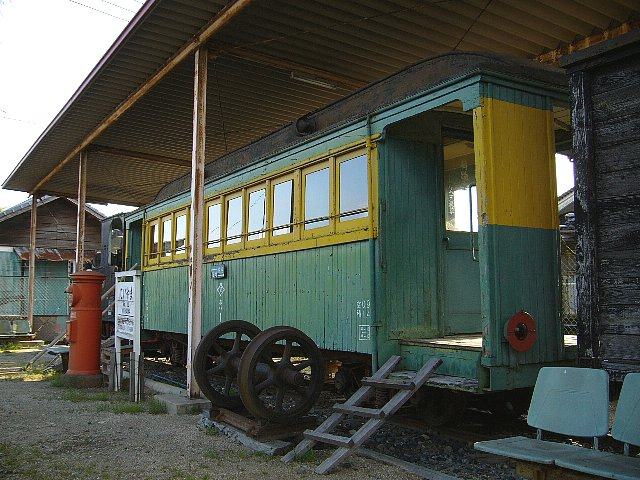
ホハ1

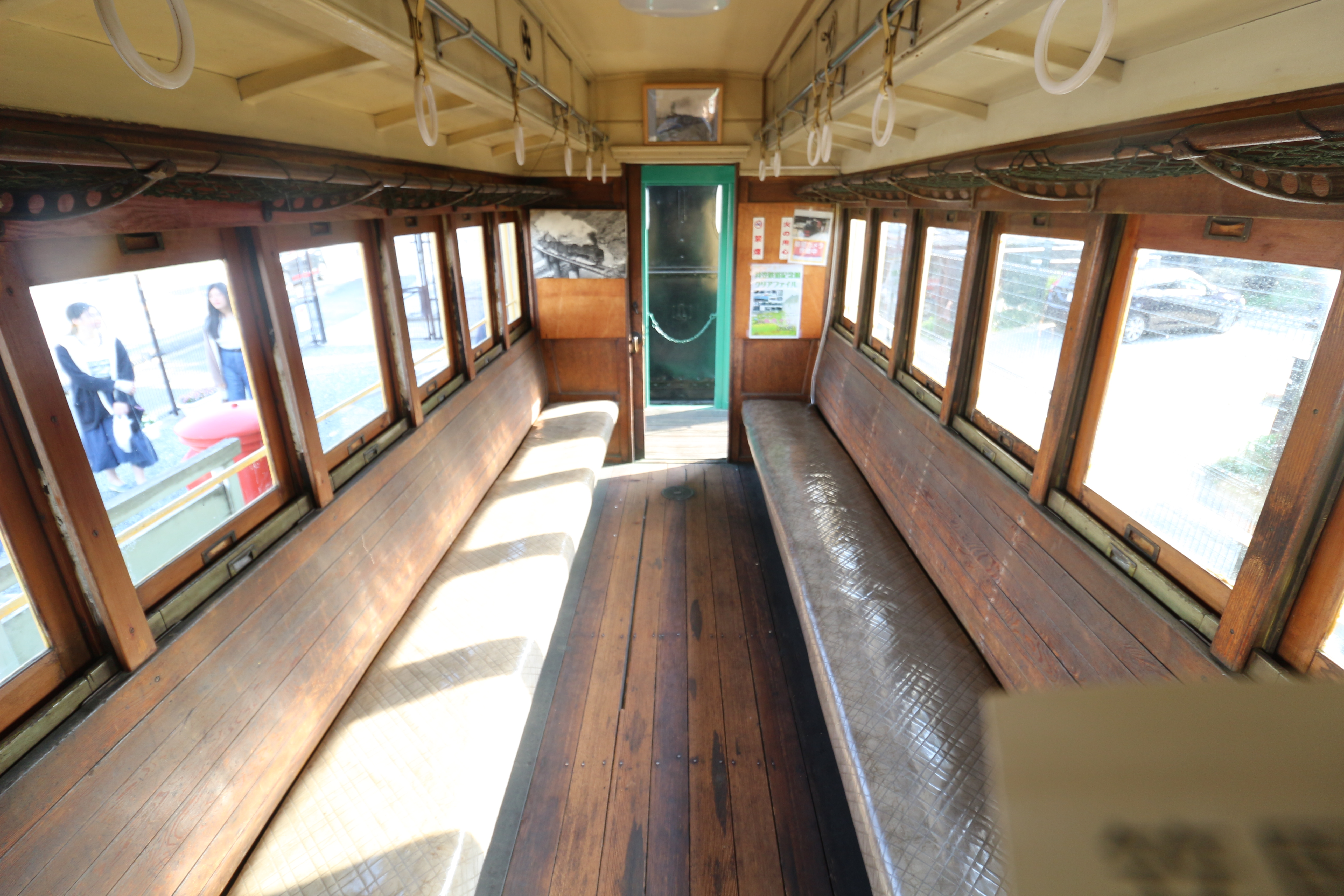
ホハ1の内部

井笠鉄道の鉄道線のうち、最後まで残った本線も1971年3月31日を限りに運行を取り止めたが、井笠鉄道は数ある軽便鉄道の中でも遅くまで残ったため、車両が多く保存されていた。井笠鉄道の前身である井原笠岡軽便鉄道が創立されてから70周年に当たる1981年を期し、井笠鉄道は旧新山駅舎を流用した「井笠鉄道記念館」を設置、残っている車両も保存することとなった。
廃止後30年以上経過する現在でも保存状態は極めて良好である。廃線当時の新山駅長田中春夫が館長となり、家族とともに管理していた。2002年には記念館が産業考古学会の推薦産業遺産に選定・推薦され、また2009年には田中館長も産業考古学会の保存功労賞に選ばれた。
しかし2012年11月、井笠鉄道がバス事業から撤退し事業清算手続に入ったことで同記念館の所有権は井笠鉄道から破産管財人に移り、その管理下に置かれることになった。記念館は処分対象資産となり、存続の危機に瀕した。地元からは存続を望む声が強まり、2013年7月に至って地元の新山地区自治会が記念館の管理を引き受ける意思を示し、笠岡市に建物などを取得するよう求める要望書を提出した。市は産業遺産としての資料価値が認められ、地域振興に寄与するとして、2013年8月、記念館の敷地・建物・展示資料の全てを笠岡市が買い取ることで破産管財人と合意し、約180万円で購入して傷みの激しい壁や扉・内装の一部を修繕し、トイレも一新した上で、2014年3月30日に笠岡市井笠鉄道記念館としてリニューアルオープンした。リニューアル後の記念館は笠岡市教育委員会が管理し、運営は笠岡市と新山地区自治会の共同運営となっている。

## 概要
- 敷地　528平方メートル
- 建物(旧駅舎)　木造平屋36平方メートル
- 所蔵資料　約200点

木造の旧駅舎は建築当時のまま保たれているが、建物前（東側）を通る岡山県道48号笠岡美星線を拡幅した際、建物全体をやや西へ移動させた。駅舎内にはタブレット閉塞機、往時の写真、切符、沿線観光を織り込んだ路線図、入挟器、レール断面などが展示されている。
- 笠岡市移管後、入館者には井笠鉄道の歴史と記念館・展示物を解説したパンフレットを配布している。
- 記念スタンプも設置されている。

駅舎北側には、旧車両が3両静態保存されている。
- 1号機関車　1913年、オーレンシュタイン・ウント・コッペル-アルトゥール・コッペル社（ドイツ）製の蒸気機関車。鉄道線全廃翌々年の1973年から5年間、西武山口線で「おとぎ列車」の牽引に使用されていた。
- ホハ1　木造客車。1913年、日本車輌製。
- ホワフ1　木造貨車。1914年、日本車輌製。

※当記念館以外の場所に保存されている井笠鉄道の車両については、井笠鉄道を参照。

## 利用案内
- 開館時間　午前9時から午後5時
- 休館日　月曜日（月曜日が祝日のときはその翌日）・年末年始（12月29日から1月3日）
- 入館料　無料

## 交通アクセス

### バス
- JR山陽本線笠岡駅方面から
  - 井笠バスカンパニーの笠岡駅発小田経由矢掛行に乗り「新山」下車。徒歩約5分。
- 井原鉄道井原線 矢掛駅・小田駅方面から
  - 井笠バスカンパニーの矢掛（小林）発小田経由笠岡駅行きに乗り「新山」下車。徒歩約5分。
  - 小田駅ののりばは駅前の国道486号沿い「小田東」バス停となる。
  - なお、バスは県道よりやや東を通る旧道を、乗合タクシーは記念館前の県道を走るので停留所の場所が異なる。

### 乗合タクシー
- JR山陽本線笠岡駅方面から
  - 井笠バスカンパニーの予約制乗合タクシー笠岡駅発尾坂上行（月曜日・金曜日のみ運行（祝日は運休））に乗り「JA倉敷かさや北前」下車すぐ。
  - なお、乗合タクシーは記念館前の県道を、バスは県道よりやや東を通る旧道を走るので停留所の場所が異なる。

### 自家用車
- 岡山県道48号笠岡美星線沿い。
- 山陽自動車道鴨方インターより約15分、笠岡インターより約10分。
  - 大阪（東）方面からは鴨方インターを、広島（西）方面からは笠岡インターを利用。
- JR笠岡駅から約20分、井原鉄道小田駅から約15分、JR倉敷駅・JR福山駅から約40分（一般道利用）。